# Hermann-Hesse-Medaille der Stadt Calw

Rückseite der Medaille

Die Hermann-Hesse-Medaille der Stadt Calw wird seit 1964 verliehen.
Zur Auszeichnung von Personen, die in besonderer Weise ihre Verbundenheit mit der Stadt zum Ausdruck gebracht haben, stiftete die Stadt Calw – Geburtsstadt von Hermann Hesse – gemäß der Satzung vom 21. Juli 1966 die Hermann-Hesse-Medaille. In der Satzung heißt es: „Die Verleihung der Hermann-Hesse-Medaille setzt hervorragende Verdienste oder schöpferisches Wirken auf staatsbürgerlichem, sozialem oder wissenschaftlichem Gebiet oder eine in besonderer Weise bekundete Verbundenheit mit der Stadt Calw voraus.“

## Liste der Träger der Hermann-Hesse-Medaille der Stadt Calw
- 1964 Kurt Georg Kiesinger, war von 1958 bis 1966 Ministerpräsident von Baden-Württemberg
- Ninon Hesse, war die dritte Ehefrau von Hermann Hesse sowie Schriftstellerin und Kunsthistorikerin
- Wilhelm Hoffmann, war Bibliothekar und Präsident der Deutschen Schiller-Gesellschaft.
- 1967 Otto Göhner, war Bürgermeister von Calw 1919 bis 1946.
- 1971 Heinrich Perrot, Inhaber der Turmuhrenfabrik Perrot, in der Hermann Hesse ein Mechaniker-Praktikum absolvierte. Heute veranstaltet die Stadt Calw in Zusammenarbeit mit der Familie Perrot während der Sommermonate Hesse-Lesungen in der Schlosserwerkstatt der Fabrik[2].
- 1973 Reinhold Pfau, war Buchbinder aus Stuttgart und Hermann-Hesse-Sammler, der seine Sammlung von 3067 Bänden (darunter viele Hesse-Vertonungen) als Hesse-Sammlung (Reinhold Pfau) dem Deutschen Literaturarchiv Marbach vermachte.
- 1974 Kenji Takahashi, japanischer Hermann-Hesse-Forscher, der mit seiner Arbeit Hesse kenkyu to sono yakugyo 1957 den Yomiuri-Literaturpreis erhalten hat.
- 1977 Bernhard Zeller, war ein deutscher Literaturhistoriker und Archivar. Er leitete das Deutsche Literaturarchiv Marbach von 1956 bis 1985. Gemeinsam mit Wilhelm Hoffmann schuf er diese Institution.
- Walter Staudenmeyer, legte als Stadtarchivar von Calw den Grundstock für das Hermann-Hesse-Museum.
- 1981 Gunter Böhmer, war ein deutscher Maler, Zeichner und Buch-Illustrator. Er war ein Freund von Hermann Hesse und hatte häufig Besuchskontakt mit ihm in Montagnola.
- 1984 Friedrich Bran, war Leiter der Internationalen Hesse-Kolloquien[3] in Calw.
- 1988 Volker Michels, ist als Lektor im Suhrkamp Verlag Hesse-Herausgeber und Autor umfangreicher Sekundärliteratur zu Hermann Hesse, richtete das Hermann-Hesse-Museum in Calw ein
- 1990 Martin Pfeifer, Autor des Hesse-Kommentar zu sämtlichen Werken[4].
- Klaus Hirte, war Kammersänger und Interpret von Hesse-Vertonungen.
- 1991 Karl-Heinz Lehmann, war von 1965 bis 1991 Oberbürgermeister von Calw.
- 1993 Adelbert Moll, ehemaliger Direktor der Berufsfachschule für das Kfz-Gewerbe (BFC)[5] in Calw.
- 1997 Renate Bran, war langjährige Verantwortliche des Internationalen Hesse-Kolloquiums in Calw.
- 2000 Ursula Apel, Hermann-Hesse-Forscherin: Hermann Hesse – Personen und Schlüsselfiguren in seinem Leben.
- 2002 Siegfried Unseld, war Leiter des Suhrkamp Verlags, der die Schriften von Hermann Hesse verlegt.
- Ralph Freedman, von der Princeton University in den USA, ist Hesse-Biograf[6][7] und Gründungsmitglied der 2002 gegründeten Internationalen Hermann-Hesse-Gesellschaft[8].
- 2003 Werner Spec, war von 1999 bis 2003 Oberbürgermeister von Calw.
- 2007 Jürgen Teufel, als Vorstandsvorsitzender der Kreissparkasse Calw und der Sparkasse Pforzheim Calw geehrt für Verdienste um das Andenken an Hermann Hesse (Calwer Hermann-Hesse-Stiftung, Calwer Hermann-Hesse-Preis, Hermann-Hesse-Archiv)[9].
- 2016 Udo Lindenberg für die Verbreitung der Werke Hesses[10]